# Congres van Volksafgevaardigden (Russische Federatie)
Het Congres van Volksafgevaardigden van de Russische Socialistische Federatieve Sovjetrepubliek (Съезд народных депутатов РСФСР) en vanaf 25 december 1991 het Congres van Volksafgevaardigden van de Russische Federatie (>Съезд народных депутатов Российской Федерации) was het opperste regeringsorgaan van Rusland van 16 mei 1990 tot 21 september 1993. Het Congres van Volksafgevaardigden van de RSFSR was gemodelleerd naar het Congres van Volksafgevaardigden van de USSR. 
De voornaamste taak van het Congres was de verkiezing van de Opperste Sovjet van de Russische Socialistische Federatieve Sovjetrepubliek. Verkiezingen voor het Congres vonden op 4 maart 1990 plaats en resulteerden in een overwinning voor de hervormingsgezinde krachten in de RSFSR. In juni 1990 koos het Congres van Volksafgevaardigden de Opperste Sovjet (parlement) en schafte tegelijkertijd met meerderheid van de stemmen het machtsmonopolie van de Communistische Partij van de Sovjet-Unie binnen de RSFSR af. De Opperste Sovjet koos Boris Jeltsin tot voorzitter en hij werd daarmee feitelijk het staatshoofd van de RSFSR.
Met de val van de USSR in december 1991 werd de RSFSR omgevormd tot de Russische Federatie en kreeg het Congres van Volksafgevaardigden als achtervoegsel "van de Russische Federatie" in plaats van "van de RSFSR." Veelal kwam het tot botsingen tussen het Congres en de Russische regering van president Jeltsin en diens beleid van economische liberalisering. Als gevolgd van de constitutionele crisis van 1993 werden het Congres van Volksafgevaardigden en de Opperste Sovjet door president Jeltsin ontbonden en vervangen door de Federatieve Vergadering van Rusland bestaande uit de Staatsdoema en de Federatieraad.

## Bevoegdheden
Het Congres moest alle wetten die werden aangenomen goedkeuren, nevens de benoeming van alle ministers en de voorzitter van de ministerraad alsook het staatshoofd van de RSFSR en de hoofden van andere belangrijke staatsorganen (bijv. de leden van de rechtbanken en andere juridische gremia). Daarnaast had het Congres het recht om referenda uit te schrijven afzettingsprocedures te starten voor hoge staatsfunctionarissen. Resoluties en wetten werden met een gewone meerderheid van stemmen aangenomen. Twee derde van de stemmen was nodig voor wijzigingen van de grondwet.

## Vergaderingen
Volgens de grondwet van de Russische SFSR moest het Congres van Volksafgevaardigden twee tot driemaal per jaar vergaderen. Tussen de sessies werden bepaalde bevoegdheden uitgeoefend door de Opperste Sovjet van de Russische SFSR.

### Sessies
In totaal vonden er gedurende het bestaan van het Congres tien sessies plaats:
- Ie: 16 mei 1990 – 22 juni 1990
- IIe (buitengewoon): 27 november 1990 – 15 december 1990
- IIIe (buitengewoon): 28 maart 1991 – 5 april 1991
- IVe: 21 May 1991 – 25 mei 1991
- Ve (buitengewoon): 10 juli 1991 – 17 juli 1991; 28 oktober 1991 – 2 november 1991
- VIe: 6 april 1992 – 21 april 1992
- VIIe: 1 december 1992 – 14 december 1992
- VIIIe (buitengewoon): 10 maart 1993 – 13 maart 1993
- IXe (buitengewoon): 26 maart 1993 – 29 maart 1993
- Xe (noodzitting): 23 september 1993 – 4 oktober 1993